# یوردانکا دونکووا
یوردانکا دونکووا (بلغاری: Йорданка Донкова؛ زادهٔ ۲۸ سپتامبر ۱۹۶۱) ورزشکار دو و میدانی اهل بلغارستان است. وی دارنده مدال طلا و برنز المپیک و ۹ مدال مسابقات قهرمانی اروپا و داخل سالن است. دونکووا در سال ۱۹۸۶ ۴ بار رکورد جهانی دو ۱۰۰ متر با مانع را شکست و در سال ۱۹۸۸ رکورد ۱۲٫۲۱ ثانیه را به ثبت رساند که تا سال ۲۰۱۶ پابرجا ماند.
دونکووا در طی دوران حرفه‌ای خود توانست در مجموع ۱۶ مدال رقابت‌های معتبر دو و میدانی را بدست بیاورد.

## زندگی شخصی
دونکووا دو انگشت دست راست خود را طی یک تصادف در دوران کودکی از دست داد.
پس از بازی‌های المپیک تابستانی ۱۹۸۸، ایالات متحده آمریکا به وی پیشنهاد تغییر ملیت و رقابت با ملیت آمریکایی را داد اما دونکووا با رد این پیشنهاد به رقابت با ملیت بلغارستانی ادامه داد.

## افتخارات
۵ مرتبه قهرمان کشوری بلغارستان در دو ۱۰۰ متر با مانع. سال‌های ۱۹۸۰، ۸۲، ۸۴، ۸۶ و ۹۴.
| سال                       | مسابقه                        | محل برگزاری                       | مقام                      | رویداد                    | توضیحات                       |
| شرکت کننده کشور بلغارستان | شرکت کننده کشور بلغارستان     | شرکت کننده کشور بلغارستان         | شرکت کننده کشور بلغارستان | شرکت کننده کشور بلغارستان | شرکت کننده کشور بلغارستان     |
| ------------------------- | ----------------------------- | --------------------------------- | ------------------------- | ------------------------- | ----------------------------- |
| ۱۹۸۰                      | بازی‌های المپیک                | مسکو                              | نیمه نهایی                | ۱۰۰ متر با مانع           | ۱۳٫۳۹                         |
| ۱۹۸۲                      | European Indoor Championships | میلان، ایتالیا                    | سوم                       | ۶۰ متر با مانع            | ۸٫۰۳                          |
| ۱۹۸۲                      | European Championships        | آتن، یونان                        | دوم                       | ۱۰۰ متر با مانع           | ۱۲٫۵۴ (سرعت باد: 0.4 m/s)     |
| ۱۹۸۲                      | European Championships        | آتن، یونان                        | چهارم                     | ۴ در ۱۰۰ متر امدادی       | ۴۳٫۱۰                         |
| ۱۹۸۴                      | European Indoor Championships | یوتبری، سوئد                      | سوم                       | ۶۰ متر با مانع            | ۸٫۰۹                          |
| ۱۹۸۶                      | European Championships        | اشتوتگارت، آلمان غربی             | اول                       | ۱۰۰ متر با مانع           | ۱۲٫۳۸ (سرعت باد: -0.7 m/s) CR |
| ۱۹۸۶                      | European Championships        | اشتوتگارت، آلمان غربی             | دوم                       | ۴ در ۱۰۰ متر امدادی       | ۴۲٫۶۸                         |
| ۱۹۸۷                      | European Indoor Championships | لیئون، فرانسه                     | اول                       | ۶۰ متر با مانع            | ۷٫۷۹                          |
| ۱۹۸۷                      | World Indoor Championships    | ایندیاناپلیس، ایالات متحده آمریکا | دوم                       | ۶۰ متر با مانع            | ۷٫۸۵                          |
| ۱۹۸۷                      | مسابقات جهانی                 | رم                                | چهارم                     | ۱۰۰ متر با مانع           | ۱۲٫۴۹                         |
| ۱۹۸۸                      | بازی‌های المپیک                | سئول، کره جنوبی                   | اول                       | ۱۰۰ متر با مانع           | ۱۲٫۳۸                         |
| ۱۹۸۸                      | بازی‌های المپیک                | سئول، کره جنوبی                   | پنجم                      | ۴ در ۱۰۰ متر امدادی       | ۴۳٫۰۲                         |
| ۱۹۸۹                      | European Indoor Championships | لاهه، هلند                        | اول                       | ۶۰ متر با مانع            | ۷٫۸۷                          |
| ۱۹۹۲                      | European Indoor Championships | جنوا، ایتالیا                     | سوم                       | ۶۰ متر با مانع            | ۸٫۰۳                          |
| ۱۹۹۲                      | بازی‌های المپیک                | بارسلون، اسپانیا                  | سوم                       | ۱۰۰ متر با مانع           | ۱۲٫۷۰                         |
| ۱۹۹۴                      | European Indoor Championships | پاریس، فرانسه                     | اول                       | ۶۰ متر با مانع            | ۷٫۸۵                          |
| ۱۹۹۴                      | European Championships        | هلسینکی، فنلاند                   | سوم                       | ۱۰۰ متر با مانع           | ۱۲٫۹۳ (سرعت باد: -1.7 m/s)    |

CR = Championship Record

## رکوردهای جهانی
دونکووا ۵ رکورد جهانی در دو ۱۰۰ متر با مانه به ثبت رساند.
- ۱۲٫۳۶ ثانیه - ۱۳ اوت ۱۹۸۶ (برابر با رکورد Grażyna Rabsztyn)
- ۱۲٫۳۵ ثانیه - ۱۷ اوت ۱۹۸۶
- ۱۲٫۲۹ ثانیه - ۱۷ اوت ۱۹۸۶
- ۱۲ ۲۶ ثانیه - ۷ سپتامبر ۱۹۸۶
- ۱۲٫۲۱ ثانیه - ۲۰ اوت ۱۹۸۸ (تا ۲۲ ژوئیه ۲۰۱۶ پابرجا ماند)